# Metropolitana di Nanchino

## Storia
Le proposte per un sistema metropolitano che servisse Nanchino iniziarono per la prima volta nel 1984, con l'approvazione da parte della Commissione statale di pianificazione concessa nel 1994. La costruzione iniziò sulla linea 1 iniziale di 16 stazioni nel 1999 e fu inaugurata nel 2005. Il sistema ha 14 linee e 236 stazioni in funzione su 505,86 km di tracciato.  È gestito e mantenuto dalla Nanjing Metro Group Company.  I futuri piani di espansione includono 30 linee che verranno aperte nei prossimi anni, con molte altre in attesa di approvazione per iniziare la costruzione. 
La costruzione della linea 1 è iniziata nel 2000 e fu inaugurata il 3 settembre 2005, con 16 stazioni e una lunghezza di 21,72 km

### Prime Proposte
Nel 1984 al Congresso Municipale del Popolo apparve la prima proposta seria per la costruzione di una metropolitana. Nell'aprile 1986, è stato istituito il gruppo di pianificazione integrata dei trasporti di Nanchino per effettuare ricerche su come implementare un sistema di metropolitana a Nanchino. Nel dicembre 1986 il team pubblicò la "Fase iniziale della metropolitana di Nanchino". La fase consiste in una Linea 1, metropolitana di Nanchino|linea nord-sud, una linea est-ovest e una linea diagonale da nordovest a sud-est. Le tre linee si incontrano nel centro della città formando un triangolo. Una revisione del "Piano generale della città di Nanchino" nel 1993 ha aggiunto un'altra linea attraverso il nucleo urbano e tre linee di metropolitana leggera che collegano la periferia di Nanchino a Pukou e l'allora proposto Aeroporto internazionale di Nanchino Lukou. Inoltre è stata proposta una ferrovia suburbana per Longtan. Un rapporto del 1999 sulla "pianificazione della rete di trasporto ferroviario rapido della città di Nanchino" proponeva inoltre sei linee della metropolitana, due estensioni della metropolitana e tre linee della metropolitana leggera.
Nel 1994, la Commissione statale per la pianificazione approvò i lavori preparatori per la metropolitana solo per vedere l'intero progetto della metropolitana rinviato nel 1995 a causa del congelamento nazionale dei nuovi progetti metropolitani. Importanti modifiche sono state apportate alla "Pianificazione della rete di transito ferroviario urbano di Nanchino" nel 2003.
Il nuovo piano generale consisteva di 13 linee, di cui nove linee della metropolitana e quattro linee della metropolitana leggera. La nuova Linea 6 sarà una linea ad anello che collegherà tutte le linee radiali urbane. Il piano ha mantenuto le linee originali 1, 2 e 3 del piano precedente.  Secondo il nuovo piano, la fase iniziale consisterebbe nel completamento delle linee 1 e 2 della metropolitana entro il 2010. Insieme, le due linee formeranno una rete di base "trasversale".
Entro il 2020 il completamento delle linee 1, 2, 3 e 4 avrebbe formato una rete più robusta a forma di "sterlina" (#).  I piani a lungo termine prevedono la costruzione di una linea circolare che colleghi tutte le linee esistenti.  Il piano individuava anche quattro linee della metropolitana che attraversavano il fiume Yangtze.

### La prima linea
La sezione iniziale della Linea 1 da Maigaoqiao a Xiaohang ha ricevuto l'approvazione ufficiale definitiva nel 1999. Nel maggio 2000, la Stazione Sperimentale ha ripreso la costruzione con l'intero progetto della Linea 1 in piena costruzione a dicembre.
Un'estensione occidentale della linea 1 da Xiaohang a uno stadio di nuova costruzione è stata accelerata dopo che Nanchino ha vinto ospitando i Giochi nazionali. La sezione iniziale della linea 1 e l'estensione occidentale hanno iniziato le operazioni di prova il 3 settembre 2005, correndo da Maigaoqiao allo Stadio Olimpico con 16 stazioni e una lunghezza totale di 21,72 chilometri. Dopo L'apertura della linea 1 della metropolitana di Nanchino e diventata la sesta citta ad avere una metropolitana in Cina continentale così facendo diventare Nanchino il sesto sistema metropolitano della Cina continentale dopo Pechino, Tianjin, Shanghai, Guangzhou e Shenzhen.

## Linee

Evoluzione della metropolitana di Nanchino

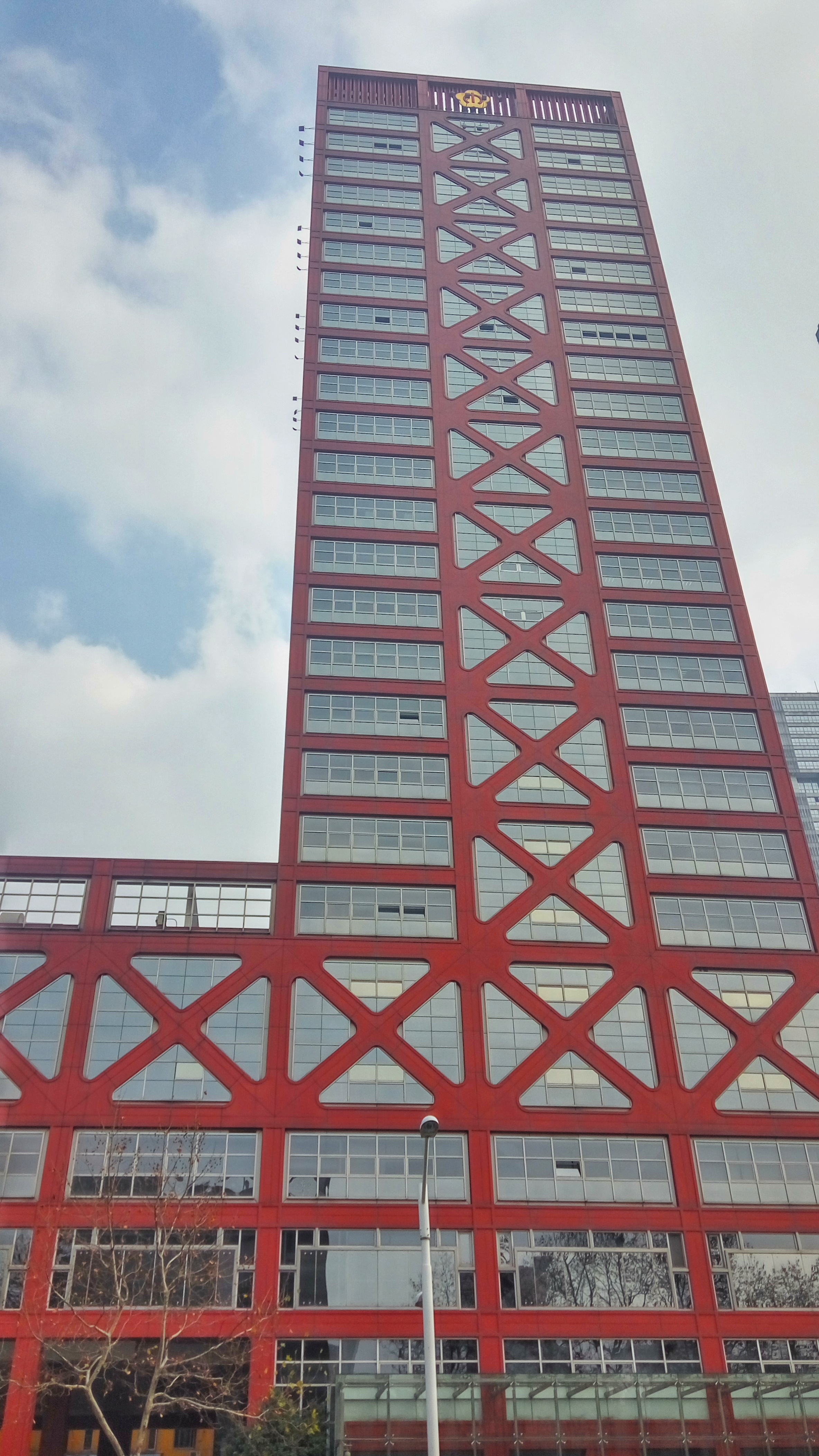
Sede della metropolitana di Nanchino,situata in cima all'uscita 3 della stazione Zhujianglu.

| Colore | Linea          | Percorso                                                        | Apertura | Ultima Estensione | Lunghezza | Stazioni |
| ------ | -------------- | --------------------------------------------------------------- | -------- | ----------------- | --------- | -------- |
|        | Linea 1        | BauguazhoudaqiaonanMaigaoqiao - China Pharmaceutical University | 2005     | 2022              | 45,44 km  | 32       |
|        | Linea 2        | YuzuiYoufangqiao - JingtianluYoufangqiao                        | 2010     | 2021              | 43,6 km   | 30       |
|        | Linea 3        | Linchang - MozdonglonhuMozhoudonglu                             | 2015     | 2015              | 44,9 km   | 29       |
|        | Linea 4        | Longjiang - XianxinluXianlinhu                                  | 2017     | —                 | 33,8 km   | 18       |
|        | Linea 5        | Fangjiaying - Wenjinglu                                         | 2024     | —                 | 12.9 km   | 9        |
|        | Linea 7 (Nord) | Mufuxilu - Xianxinlu                                            | 2022     | —                 | 13,84 km  | 10       |
|        | Linea 7 (Sud)  | Yingtiandajie - Xishanqiao                                      | 2023     | —                 | 10,66 km  | 9        |
|        | Linea 10       | Andemen - Yushanlu                                              | 2014     | —                 | 21,6 km   | 14       |
|        | Linea S1       | Nanjing South Railway Station-Konggangxinchengjiangning         | 2014     | 2018              | 36,3 km   | 9        |
|        | Linea S3       | Nanjing South Railway Station - Gaojiachong                     | 2017     | —                 | 36,3 km   | 19       |
|        | Linea S4       | Chace - Chuzhou Railway Station                                 | 2023     | —                 | 46,2 km   | 10       |
|        | Linea S6       | Jurong - Maqun                                                  | 2021     | —                 | 43,64 km  | 13       |
|        | Linea S7       | Konggangxinchengjiangning - Wuxiangshan                         | 2018     | —                 | 28,8 km   | 9        |
|        | Linea S8       | ChangjiangdaqiaobeiTaishanxincun - JinnuhuJinniuhu              | 2014     | 2022              | 47,3 km   | 19       |
|        | Linea S9       | Xiangyulunan - Gaochun                                          | 2017     | —                 | 52,4 km   | 6        |

## Linee in operazione

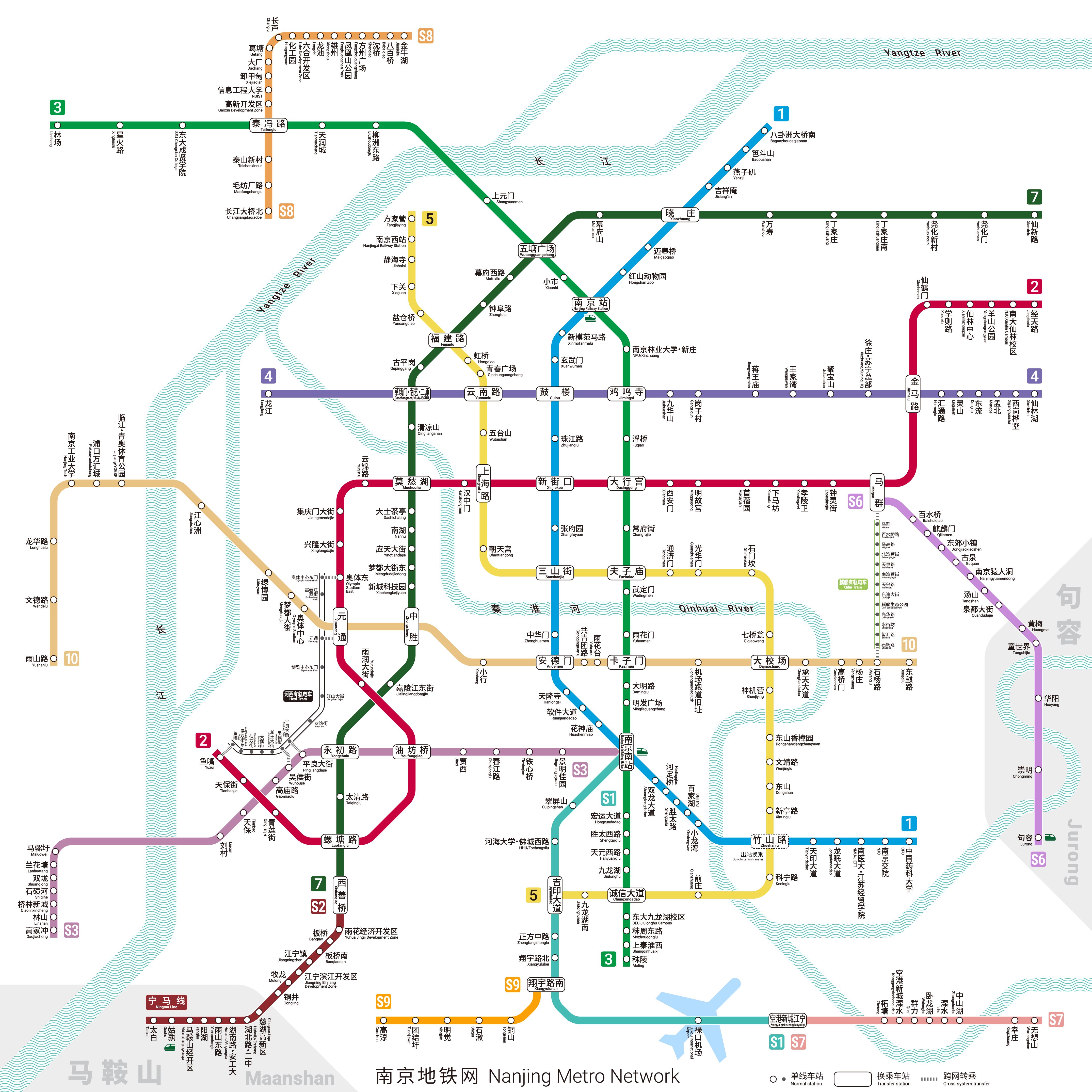
Map of Nanjing Metro

### Linea 1
La linea 1 corre principalmente in direzione nord-sud. La linea inizia a Maigaoqiao a nord, dirigendosi verso sud fino alla CPU (China Pharmaceutical University). La costruzione della Linea 1 è iniziata nel 2000 ed è stata inaugurata il 3 settembre 2005, con 16 stazioni e una lunghezza di 21,72 chilometri. Il 28 maggio 2010 è entrata in funzione l'estensione sud della linea 1, lunga 24,5 chilometri. Pertanto, prima del trasferimento della diramazione dello Stadio Olimpico della Linea 1 alla Linea 10, la Linea 1 era lunga 45,44 chilometri con 32 stazioni. La diramazione dello Stadio Olimpico si staccò dalla Linea 1 e formava parti della Linea 10, quando la costruzione di quest'ultima terminò e entrò in funzione il 1 luglio 2014. Attualmente, la linea 1 è lunga 46,8 chilometri con 30 stazioni. Il colore della linea 1 è azzurro.

### Linea 2
La linea 2 è lunga 43,4 chilometri e ha 30 stazioni. Corre principalmente in direzione est-ovest, da Yuzui a sud-ovest a Jingtianlu a nord-est.  È entrato in funzione il 28 maggio 2010. Il 28 dicembre 2021, la linea è stata estesa a ovest di 5,4 chilometri con 4 nuove stazioni fino alla stazione di Yuzui. Il colore della linea 2 è rosso.

### Linea 3
I lavori pionieristici per la linea 3 sono iniziati nel gennaio 2010. Questa linea, con orientamento nord-sud, è entrata in funzione il 1 aprile 2015 ed è lunga 44,9 chilometri con 29 stazioni. Il colore della linea 3 è verde.

### Linea 4
La costruzione della linea 4 est-ovest è iniziata alla fine del 2012 e la prima fase è entrata in funzione il 18 gennaio 2017. La parte completata è lunga 33,75 chilometri. La linea è conosciuta come anche come (la Viola) poiché il marchio della linea e il colore del treno è viola, il primo dei quali è stato consegnato nell'aprile 2015. La linea ha iniziato a funzionare il 18 gennaio 2017. Il colore della linea 4 è viola.

### Linea 5
La linea 5 ha aperto la sua sezione meridionale il 31 marzo 2024, lunga 12,9 km con 9 stazioni. Il colore della linea 5 è il giallo.

### Linea 7
La linea 7 è una linea nord-est-sud-ovest che segue all'incirca la sponda sud del fiume Yangtze. La sezione sud è in costruzione da novembre 2017. La costruzione del resto della linea è iniziata nel novembre 2018. La sezione nord è stata aperta il 28 dicembre 2022 e la sezione tipo da Yingtiandajie a Xishanqiao è stata aperta il 28 dicembre 2023. Questa linea è anche la prima linea della metropolitana di Nanchino a utilizzare i treni a livello automatizzato GoA4. Il colore della linea 7 è verde scuro.

### Linea 10
La linea 10 è un'estensione occidentale della diramazione dello Stadio Olimpico della linea 1, che si staccò dalla linea 1 e faceva parte della linea 10 quando la nuova linea fu completata.  La costruzione è iniziata nel febbraio 2012, è terminata nel 2014. La linea è lunga circa 21,6 chilometri con 14 stazioni, ed è entrata in funzione il 1 luglio 2014. Il colore della linea 10 è beige.

### Linea S1
La linea S1 funge da linea espressa per l'aeroporto di Nanchino, collegando la stazione ferroviaria di Nanchino Sud al distretto di Gaochun tramite l'aeroporto internazionale di Nanchino Lukou. L'intera linea doveva essere lunga 85,8 chilometri con 13 stazioni. La prima fase da Nanchino Sud all'aeroporto internazionale di Lukou ha iniziato la costruzione il 27 dicembre 2011 e si è conclusa nel 2014. La prima fase è stata aperta il 1º luglio 2014, in tempo per le Olimpiadi estive della gioventù di Nanchino 2014. È lungo 35,8 chilometri e conta 9 stazioni. Il prolungamento della seconda fase divenne in seguito la Linea S9. Il colore della linea S1 è verde acqua.

### Linea S3
La linea S3 è stata aperta il 6 dicembre 2017. Parte dalla stazione ferroviaria di Nanchino Sud e si dirige verso ovest, attraversando il fiume Yangtze a sbalzo lungo il bordo del ponte sul fiume Dashengguan Yangzte insieme ai treni ferroviari ad alta velocità, prima di terminare alla stazione Gaojiachong a Qiaolin  , a sud-ovest del distretto di Pukou. Originariamente progettata come linea 12 della metropolitana o linea ferroviaria Ninghe Intercity, la costruzione del percorso è iniziata alla fine del 2011. Oltre alla stazione ferroviaria di Nanchino Sud, dove i passeggeri possono trasferirsi alle linee 1, 3 o S1, la stazione di Youfangqiao è anche una stazione di trasferimento tra la linea S3 e linea 2. La fase uno è lunga 37,53 chilometri con 19 stazioni e collega la stazione ferroviaria di Nanchino sud alla nuova area di Jiangbei a Pukou.  La Fase 2 è ancora in fase di pianificazione, e in un lontano futuro potrebbe estendersi ulteriormente a sud-ovest dalla Fase 1 alla contea di Hexian. Il colore della linea S3 è magenta.

### Linea S4
La linea S4 o ferrovia interurbana Nanchino-Chuzhou è una linea di transito rapido di 46,2 chilometri che collega la stazione ferroviaria di Nanchino Nord con la vicina città di Chuzhou nella provincia di Anhui.  La linea sarà caratterizzata da anelli di passaggio in stazioni selezionate per consentire servizi espressi e locali distinti. La sezione Chuzhou della linea viene aperta il 28 giugno 2023. È in costruzione un'estensione alla stazione ferroviaria di Nanchino Nord.  La sezione Chuzhou della linea utilizzerà il logo separato "Chuzhou Rail Transit".

### Linea S6
La linea S6 o ferrovia interurbana Nanchino-Jurong è una linea di 43,7 chilometri che collega la periferia di Nanchino con la vicina Jurong, inaugurata il 28 dicembre 2021. È la prima linea della metropolitana di Nanchino che raggiunge altre città, partendo dalla stazione di Maqun e terminando a Jurong. Il colore della linea S6 è il lilla.

### Linea S7
La linea S7 è stata aperta il 26 maggio 2018. È un'estensione della linea S1 più a sud-est, inizia alla stazione di Konggangxinchengjiangning e termina alla stazione di Wuxiangshan nel distretto di South Lishui.  Alcuni treni della Linea S1 continuano a circolare sulla Linea S7.  Il colore della linea S7 è rosa.

### Linea S8
La linea S8 è una linea metropolitana suburbana che collega il distretto di Luhe al distretto di Pukou.  La linea è lunga 45,2 chilometri, 34,1 chilometri della linea sono sopraelevate.  La linea conta 17 stazioni di cui 6 sotterranee e 11 sopraelevate.  Utilizza treni di dimensione B in set di 4 carrozze in grado di percorrere fino a 100 chilometri all'ora La costruzione della linea è iniziata il 21 giugno 2012 ed è stata ufficialmente inaugurata il 1 agosto 2014. Il colore della linea S8 è arancione.

### Linea S9
La linea S9 parte dalla stazione di Xiangyulunan, la sesta stazione dalla stazione ferroviaria di Nanchino Sud sulla linea S1, e si estende più a sud fino al distretto di Gaochun per una lunghezza totale di 52,42 km. Dall'apertura il 30 dicembre 2017, Nanchino è diventata la prima città della Cina continentale in cui ogni distretto è raggiungibile con la metropolitana. Il colore della linea S9 è il giallo.

## Linee In costruzione e Progettazione è estensioni
| Colore | Linea                       | Percorso                                           | Inaugurazione prevista | Ultima estensione | Lunghezza | Stazioni Previste |
| ------ | --------------------------- | -------------------------------------------------- | ---------------------- | ----------------- | --------- | ----------------- |
|        | Linea 2 (Estensione)        | Jingtian Road - Xianlin Lake                       | —                      | —                 | 2,1 km    | 1                 |
|        | Linea 2 (Estensione)        | Qingjiang South Road - Jiqingmen Street            | —                      | —                 | 1,7 km    | 1                 |
|        | Linea 3 (Fase 3)            | Mozhondonglu - Molingjiedao                        | 2024                   | —                 | 3 km      | 2                 |
|        | Linea 3 (Fase 4)            | Forestry Farm - Amber Springs                      | —                      | —                 | 7 km      | 4                 |
|        | Linea 4 (Fase 2)            | Longjiang - Zhenzhuquan                            | 2025                   | —                 | 9,7 km    | 7                 |
|        | Linea 4 (Fase 3 Ovest)      | Pearl Quangdong - Yujiaying                        | —                      | —                 | 7,6 km    | 4                 |
|        | Linea 4 (Fase 3 Est)        | Xianlin Lake - OCT East                            | —                      | —                 | 6,3 km    | 4                 |
|        | Linea 5 (Nord)              | Fangjiaying - Wenjinglu                            | 2025                   | —                 | 23.65 km  | 21                |
|        | Linea 6 (Nord)              | Quixian - Nanjing South Railway Station            | 2024                   | —                 | 19 km     | 19                |
|        | Linea 6 (Sud)               | Nanjing South Railway Station - Wanshou Station    | 2025                   | —                 | 19,7 km   | 12                |
|        | Linea 6 (Estensione Est)    | Qixia Mountain - Qixia                             | —                      | —                 | 5,2 km    | 2                 |
|        | Linea 7 (Sezione Media)     | Yingtiandajie - Jiyindadao                         | 2024                   | —                 | 11,2 km   | 8                 |
|        | Linea 8 (Fase 1)            | Shiyueguangchang - Zhonghuamen                     | 2030                   | —                 | 47,5 km   | 19                |
|        | Linea 8 (Fase 2)            | Zhonghua Gate - Ecological Park                    | —                      | —                 | 12 km     | 9                 |
|        | Linea 9 (Fase 1)            | Danxialu - Binjiang Park                           | 2025                   | —                 | 19,67 km  | 16                |
|        | Linea 9 (Fase 2)            | Liucun - Jiangsu Grand Theater Constitution Square | —                      | —                 | 10,5 km   | 9                 |
|        | Linea 9 (Fase 3)            | Lianhua Lake Park - Liucun                         | —                      | —                 | 8,1 km    | 9                 |
|        | Linea 10 (Fase 2)           | Andemen - Shiyangdonglu                            | 2024                   | —                 | 13,33 km  | 10                |
|        | Linea 10 (Fase 3)           | Yushan Road - Science and Technology Park          | —                      | —                 | 16,3 km   | 9                 |
|        | Linea 11 (Fase 1)           | Puzhoulu - Maluowei                                | 2026                   | —                 | 27,0 km   | 20                |
|        | Linea 11 (Fase 2)           | Puzhou Road - Kefeng Road                          | —                      | —                 | 16,3 km   | 9                 |
|        | Linea 12                    | Niushou Mountain - Jimna Road                      | —                      | —                 | 30,6 km   | 20                |
|        | Linea 13                    | Yanshandadao - Jinbolu                             | 2030                   | —                 | 39,5 km   | 30                |
|        | Linea 14                    | Ma'an Airport - Jubaoshan                          | —                      | —                 | 49,5 km   | 22                |
|        | Linea 15                    | Nanjing North Railway Station - Laoshan            | 2035                   | —                 | 31,4 km   | 26                |
|        | Linea 16 (Fase 1)           | Banqiaonan - Jichangpaodaojiuzhi                   | 2028                   | —                 | 25,2 km   | 17                |
|        | Linea 16 (Fase 2)           | Banqiao South - Banqiao Center                     | —                      | —                 | 5,3 km    | 3                 |
|        | Linea 17                    | Guangming Road - Xinting East Road                 | —                      | —                 | 32,6 km   | 22                |
|        | Linea 18                    | Ma'an Airport - Gaochun                            | 2033                   | —                 | 130 km    | 24                |
|        | Linea S2                    | Dangtu South Railway Station - Xishanqiao          | 2025                   | —                 | 27 km     | 8                 |
|        | Linea S2 (Estensione)       | Xishan Bridge - Zhonghua Gate                      | —                      | —                 | 10,5 km   | 4                 |
|        | Linea S3 (Estensione Est)   | Nanjing South Railway Station - Xianling           | —                      | —                 | 36,3 km   | 14                |
|        | Linea S3 (Estensione)       | Gaojiachong - Xiliangshan                          | —                      | —                 | —         | 11                |
|        | Linea S4 (Estensione)       | Nanjing North Railway Station - Chahe              | 2025                   | —                 | 8,2 km    | 3                 |
|        | Linea S5                    | Xianlinhu - Yangzhou West Railway Station          | 2026                   | —                 | 57,61 km  | 16                |
|        | Linea S6 (Estensione)       | Jurong - Maoshan                                   | —                      | —                 | —         | 3                 |
|        | Linea S6 (Estensione Ovest) | Nanjing Agricultural University - Ma Qun           | —                      | —                 | 7,3 km    | 4                 |
|        | Linea S8 (Estensione)       | Yangtze River Bridge North - Buyue Road            | —                      | —                 | 29,8 km   | —                 |
|        | Linea S10                   | University of Information Engineering - Wannian    | —                      | —                 | —         | —                 |
|        | Linea S11                   | Quixa Station - Yangzhong Station                  | —                      | —                 | —         | —                 |

### Linea 6
La linea 6 è una linea completamente sotterranea di 32,4 km con 19 stazioni.  La costruzione è iniziata il 28 dicembre 2019.

### Linea 9
La linea 9 (Fase 1) è lunga 19,67 chilometri e ha un totale di 16 stazioni, tutte sotterranee.  Il simbolo del treno è rosso-arancione e la velocità massima è di 80 km/h.  Il percorso attraversa il distretto di Xuanwu, il distretto di Gulou e il distretto di Jianye e attraversa la stazione ferroviaria di Nanchino, Xiaguan, Longjiang, Lüboyuan, il Gran Teatro di Jiangsu e altre aree.  In futuro, diventerà una linea importante all'interno della città principale per collegare le aree centrali di Hexi, Xiaguan e Xinzhuang.  La linea regionale è di grande importanza per lo sviluppo di Hexi New City e per il miglioramento e la ricostruzione dell'area di Xiaguan.  La costruzione è iniziata nel maggio 2020, il periodo di costruzione è di circa 4 anni. L'elenco delle stazioni: Danxialu, Caohouxun, Stazione ferroviaria di Nanchino, Zhongyangmen, Chenghecun, Daqiaonanlu, Xiaguan, Centro commerciale agricolo, Dinghuaimendajie, Longjiang, Guanziqiao, Hanzhongmendajie, Shuiximendajie, Qinghelu, Lüboyuan e Binjianggongyuan. Nell'estensione meridionale della Fase 2, si prevede che la linea 9 venga estesa fino a Banqiao, nell'estremo sud-ovest di Nanchino.

## Sistema Dei Biglietti
Le tariffe della metropolitana di Nanchino dipendono dalla distanza. Le tariffe vanno da 2 yuan (circa 0,26 Euro) per viaggi inferiori a 8 stazioni, a 4 yuan per viaggi più lunghi.  È previsto uno sconto del 5% per gli utenti della carta IC di pubblica utilità di Nanchino.  Le tariffe possono essere pagate anche utilizzando Alipay.

### Biglietti Singoli
I biglietti per corse singole possono essere acquistati presso i distributori automatici o presso le biglietterie. Il distributore automatico di biglietti accetta sia monete che banconote (5 yuan e 10 yuan).

### Carta Di Transito
Oltre ai biglietti di sola andata, le tariffe possono essere pagate con la carta IC di pubblica utilità di Nanchino o Jinlingtong (cinese: 金陵通; pinyin: Jīnlíngtōng). Può essere acquistata con una tariffa rimborsabile di 25 yuan (circa 3,22 Euro) e ricaricata presso le biglietterie all'interno delle stazioni della metropolitana e in molti minimarket collaborativi in tutta la città. La carta può essere utilizzata per pagare altri mezzi di trasporto pubblico, come il taxi urbano e l'autobus urbano.
Questa carta di trasporto è simile alla Yikatong di Pechino e alla carta Octopus della MTR di Hong Kong.

## Materiale Rotabile
- 20 set Metropolis di Alstom / Nanchino Puzhen Rolling Stock Works da sei carrozze - ordinati nel 2002 per l'apertura della linea 1.
- 21 sei carrozze Alstom/Nanjing Puzhen Rolling Stock Works Metropolis ordinate nel gennaio 2008 per l'estensione della linea 1.
- 24 vagoni Alstom / Nanchino Puzhen Rolling Stock Works Metropolis da sei vagoni ordinati nel 2007 per la linea 2.
- 26 vagoni a quattro carrozze Alstom / Nanchino Puzhen Rolling Stock Works Metropolis ordinati nel 2013 per la linea S8.
- 29 vagoni da sei vagoni Alstom / Nanchino Puzhen Rolling Stock Works Metropolis ordinati nel 2013 per la linea 4.

## Sistema di Segnalazione
Per la linea 1 la Siemens Transportation Systems (TS) si è aggiudicata il contratto di fornitura nel novembre 2002.
Per la Linea 2, Siemens Transportation Systems (TS) e il suo partner locale Nanjing Research Institute of Electronic Technology (NRIET) si sono aggiudicati la fornitura del sistema di segnalamento dopo aver firmato un contratto (circa 25 milioni di euro).  Le tecnologie utilizzate includono Trainguard MT, Vicos OC 501, Sicas ECC e il sistema di conteggio assi Az S 350 U.

## Galleria d'immagini

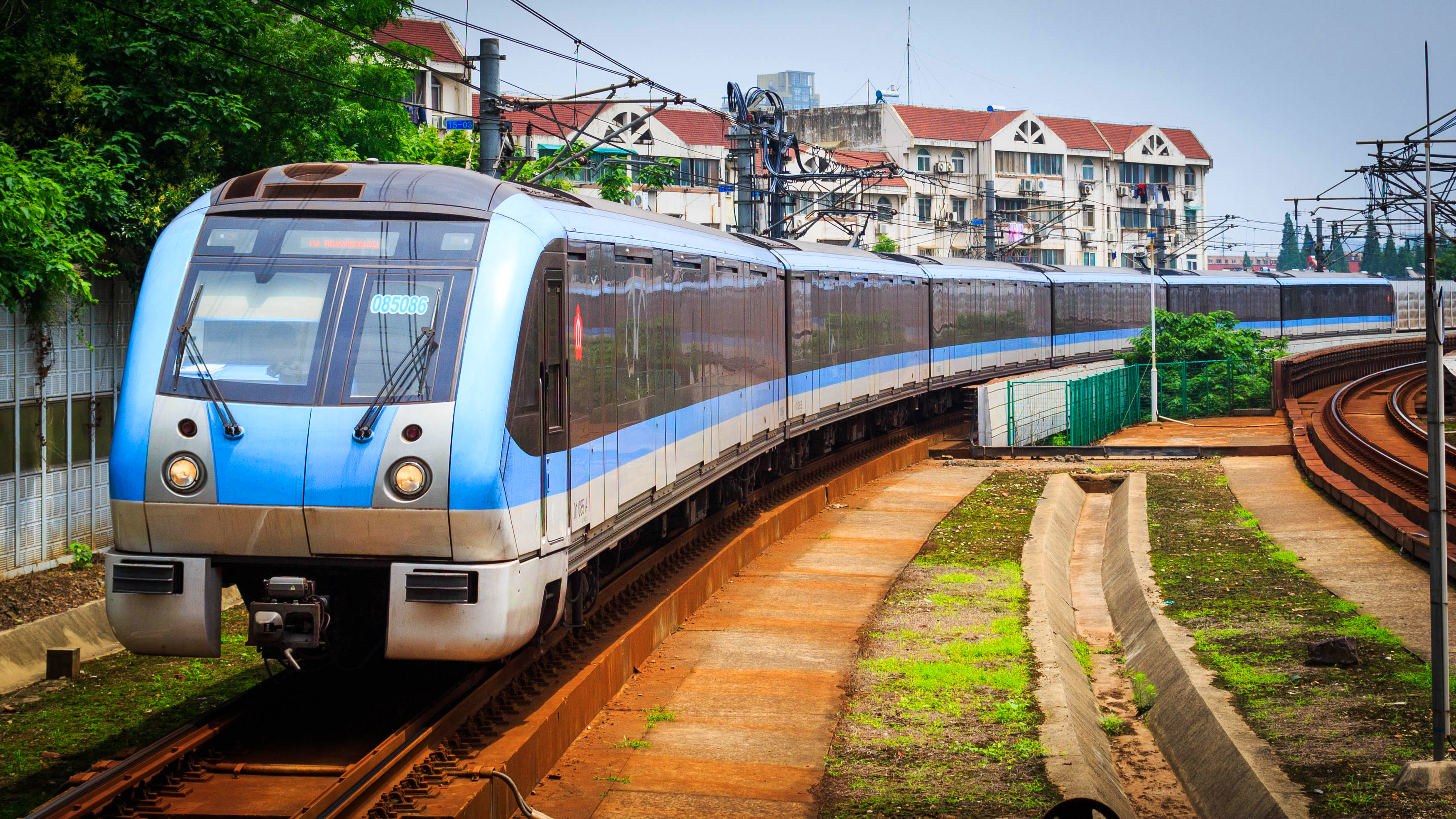
Treno della linea 1 avvicinando la stazione Hongshan Zoo.
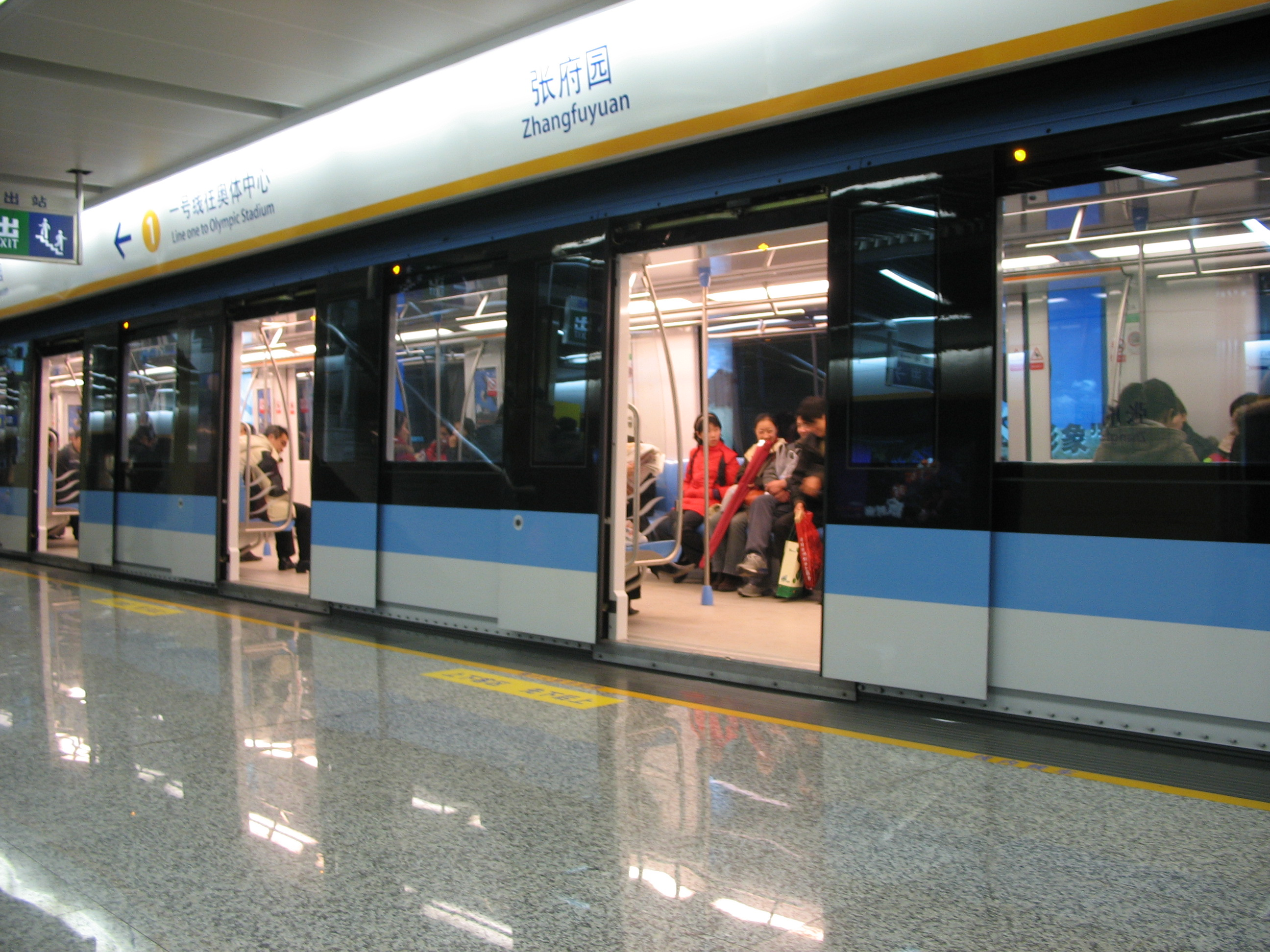
Treno della linea 1 arrivando alla stazione di Zhangfuyuan.
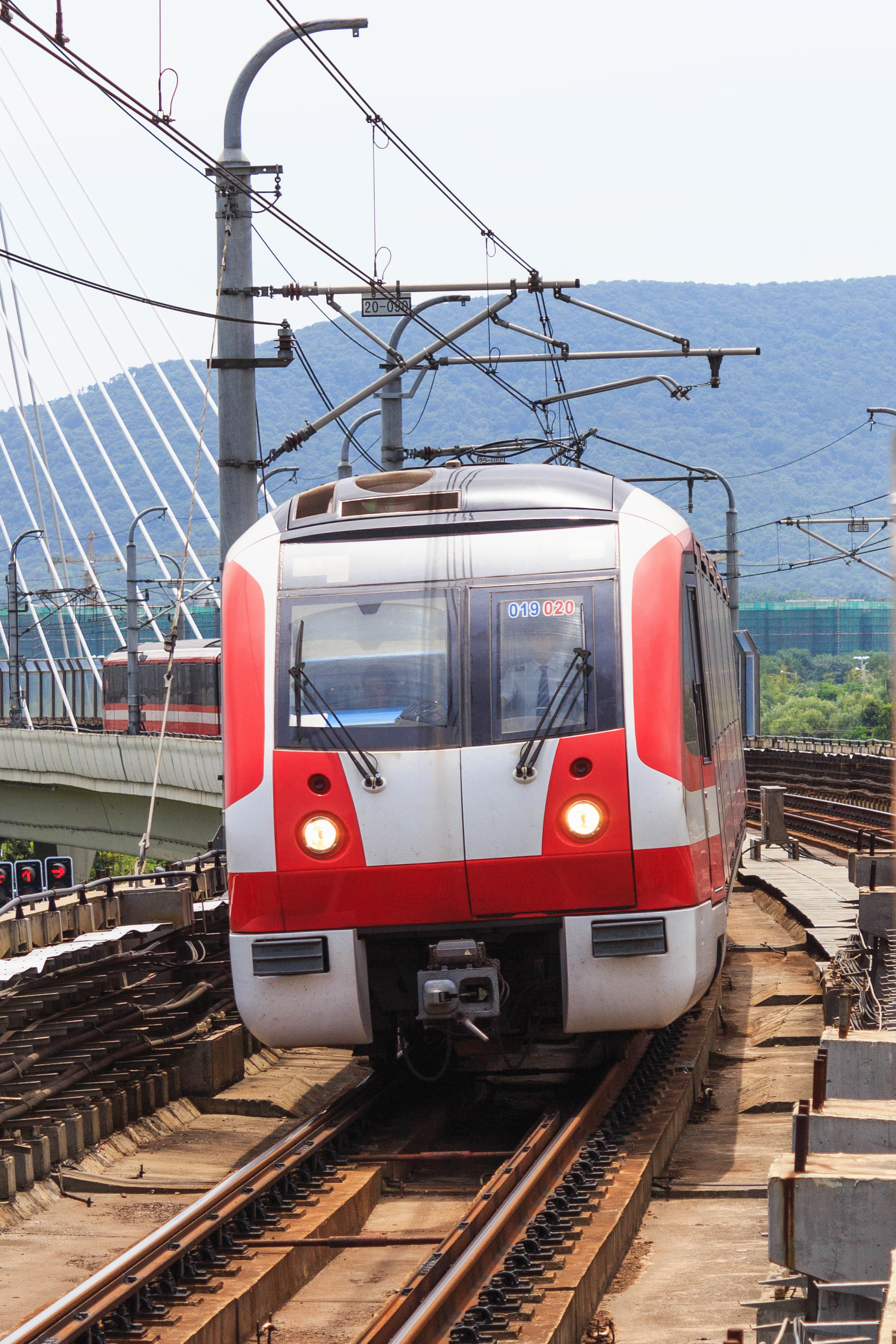
Un Treno della Linea 2 vicino alla stazione di Xianhemen
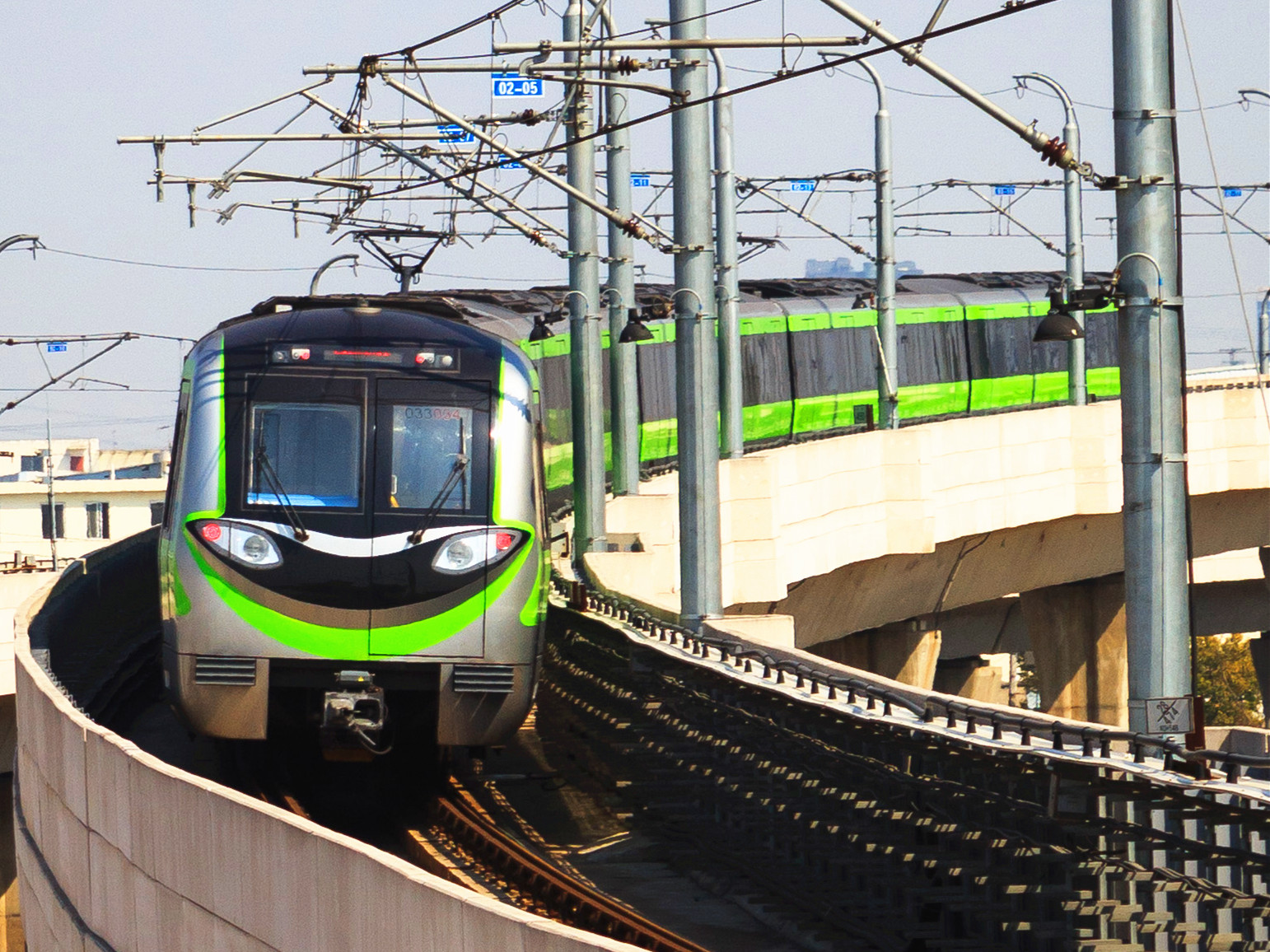
Un Treno della Linea 3 andando via dalla stazione di Linchang.
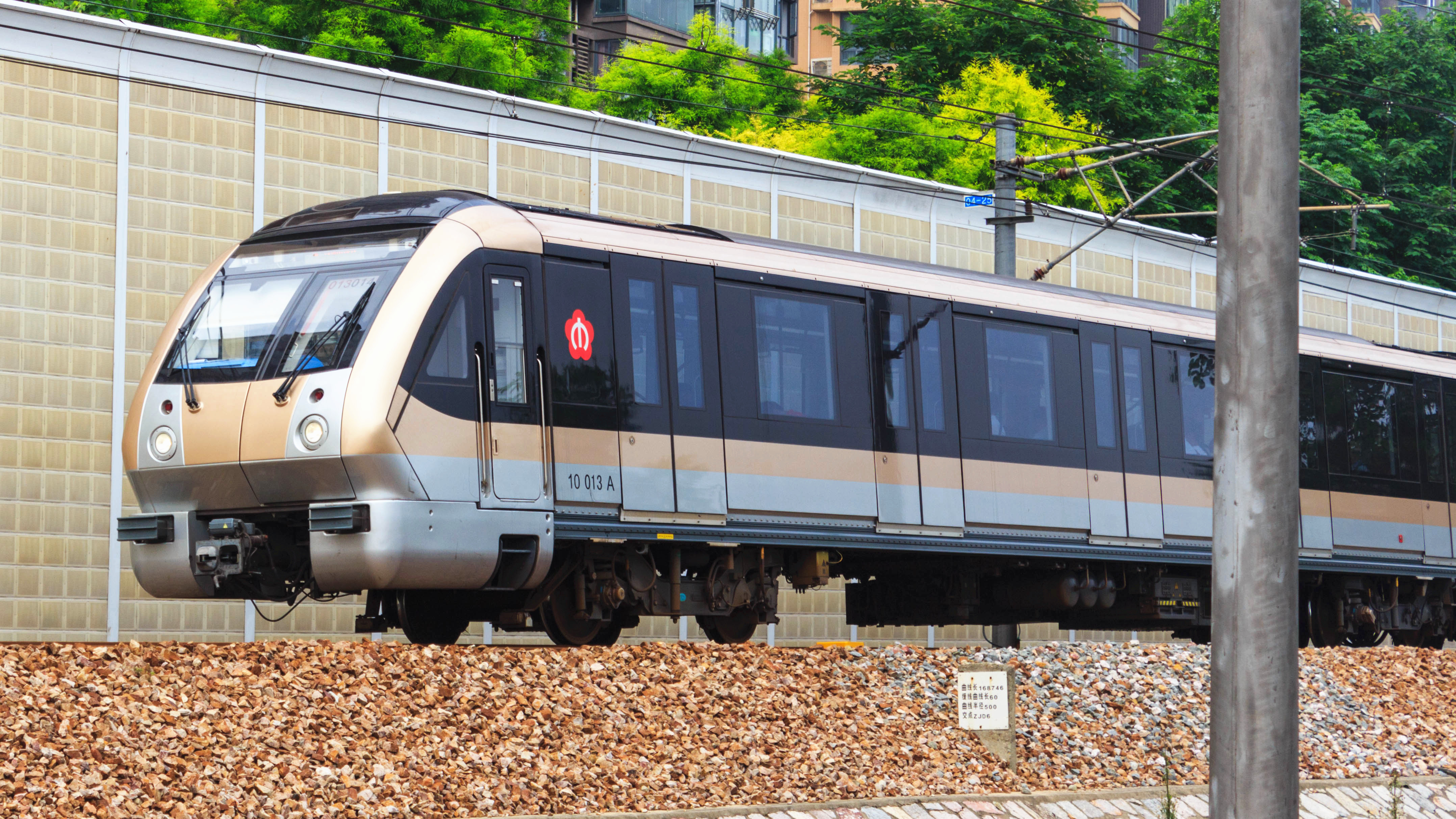
Treno della Linea 10 avvicinandosi alla stazione di Xiaohang.
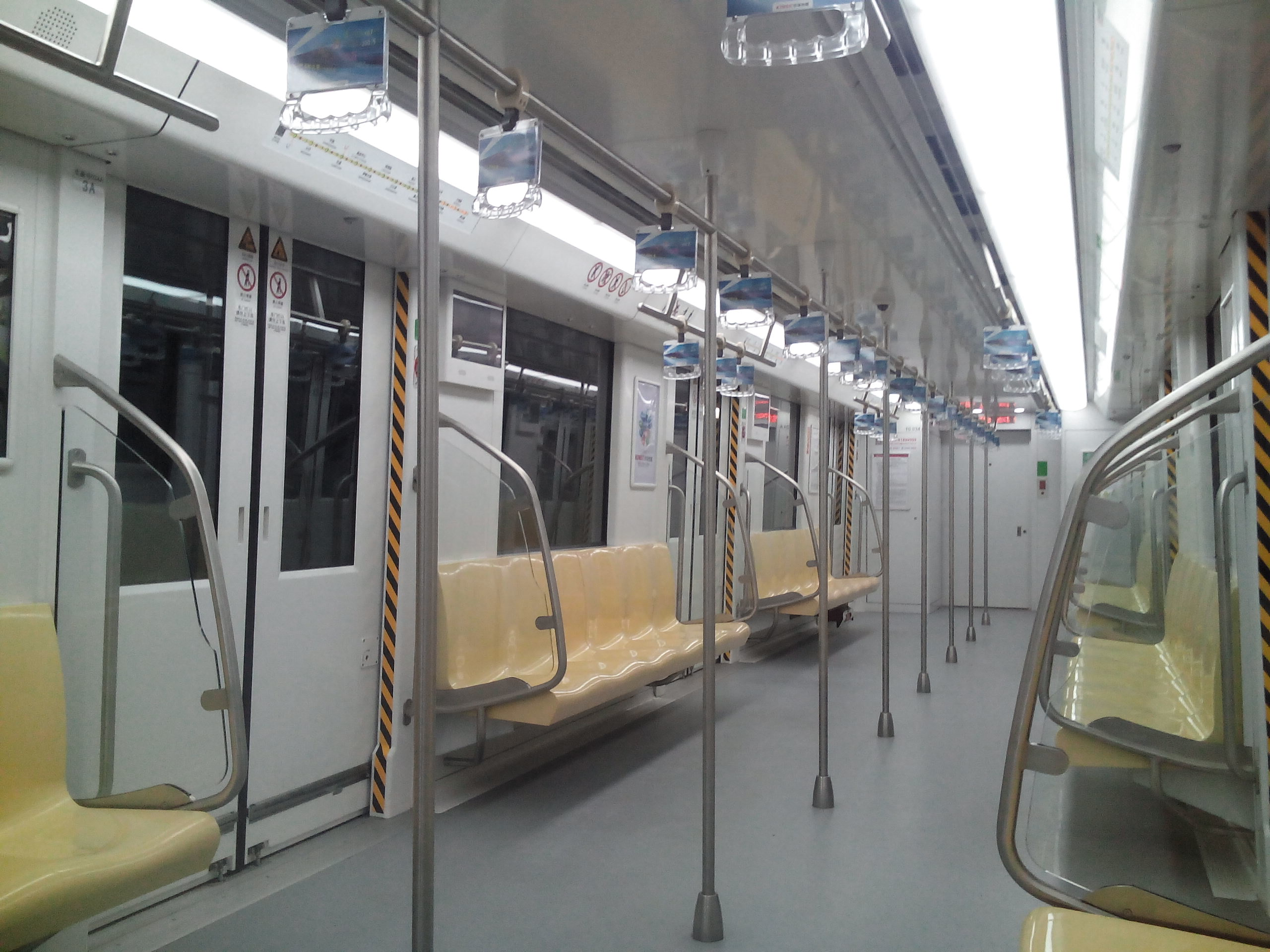
Una vista dentro la carrozza della linea 10.
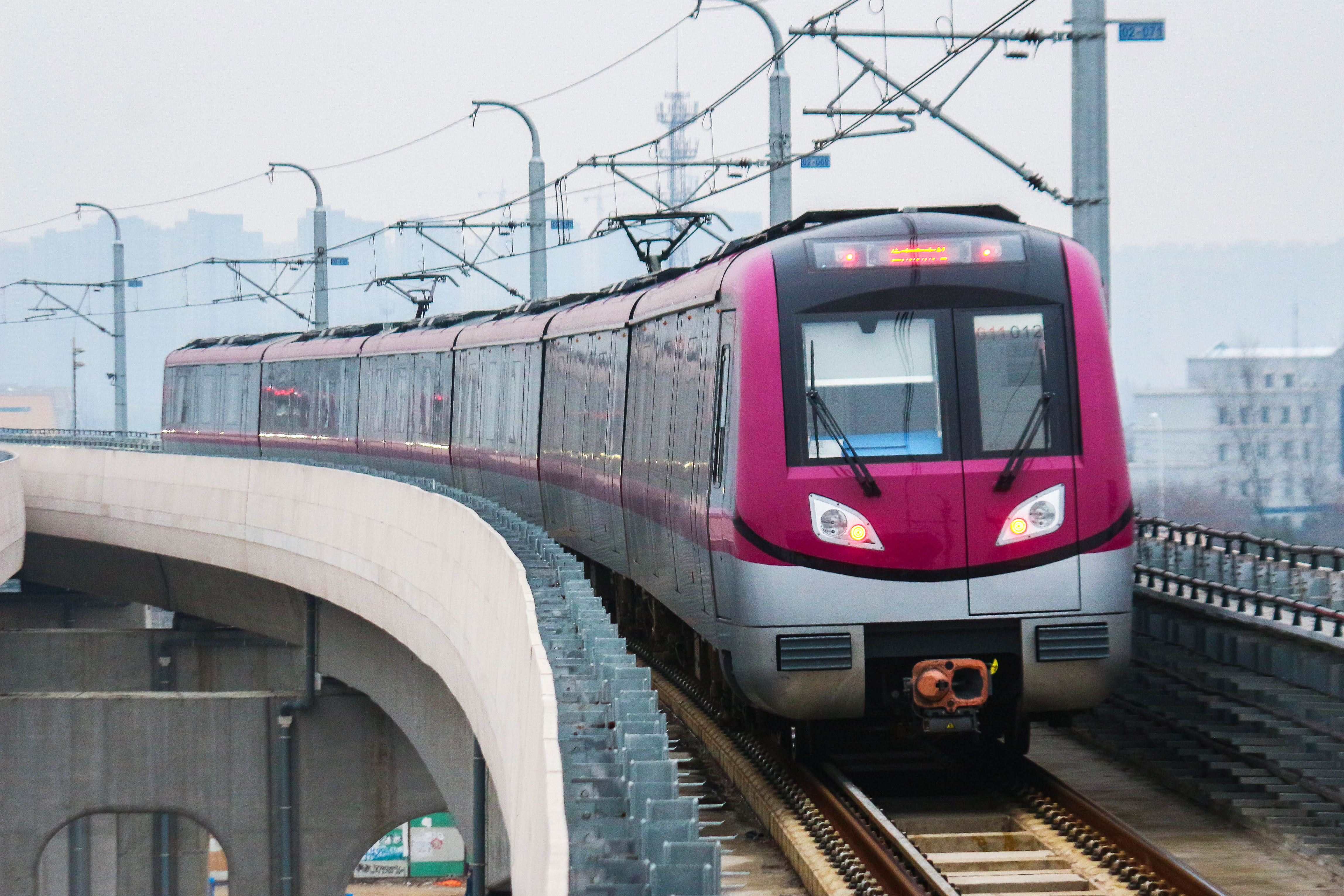
Treno di Nanchino Linea S3.
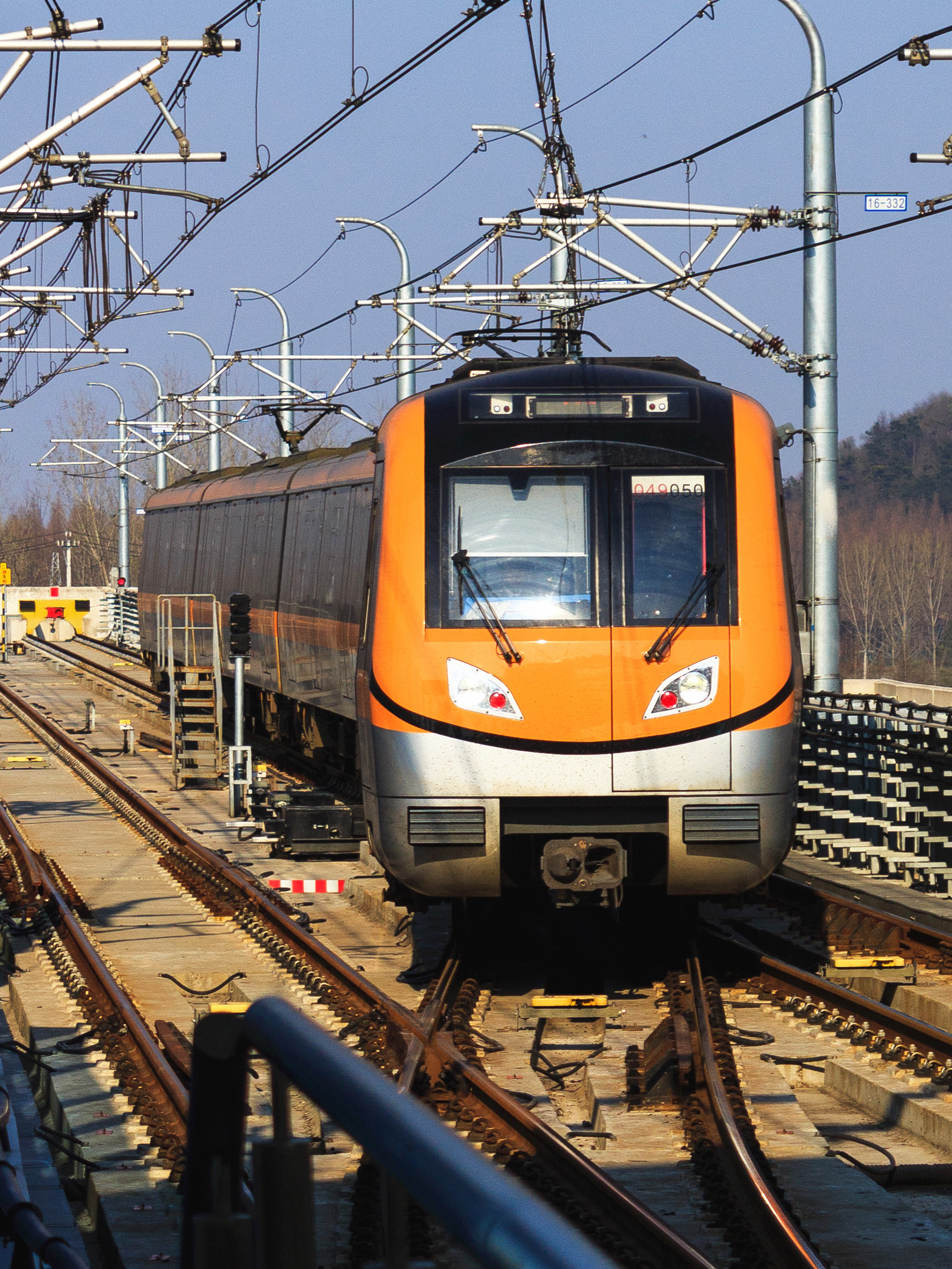
Treno della Linea S8.
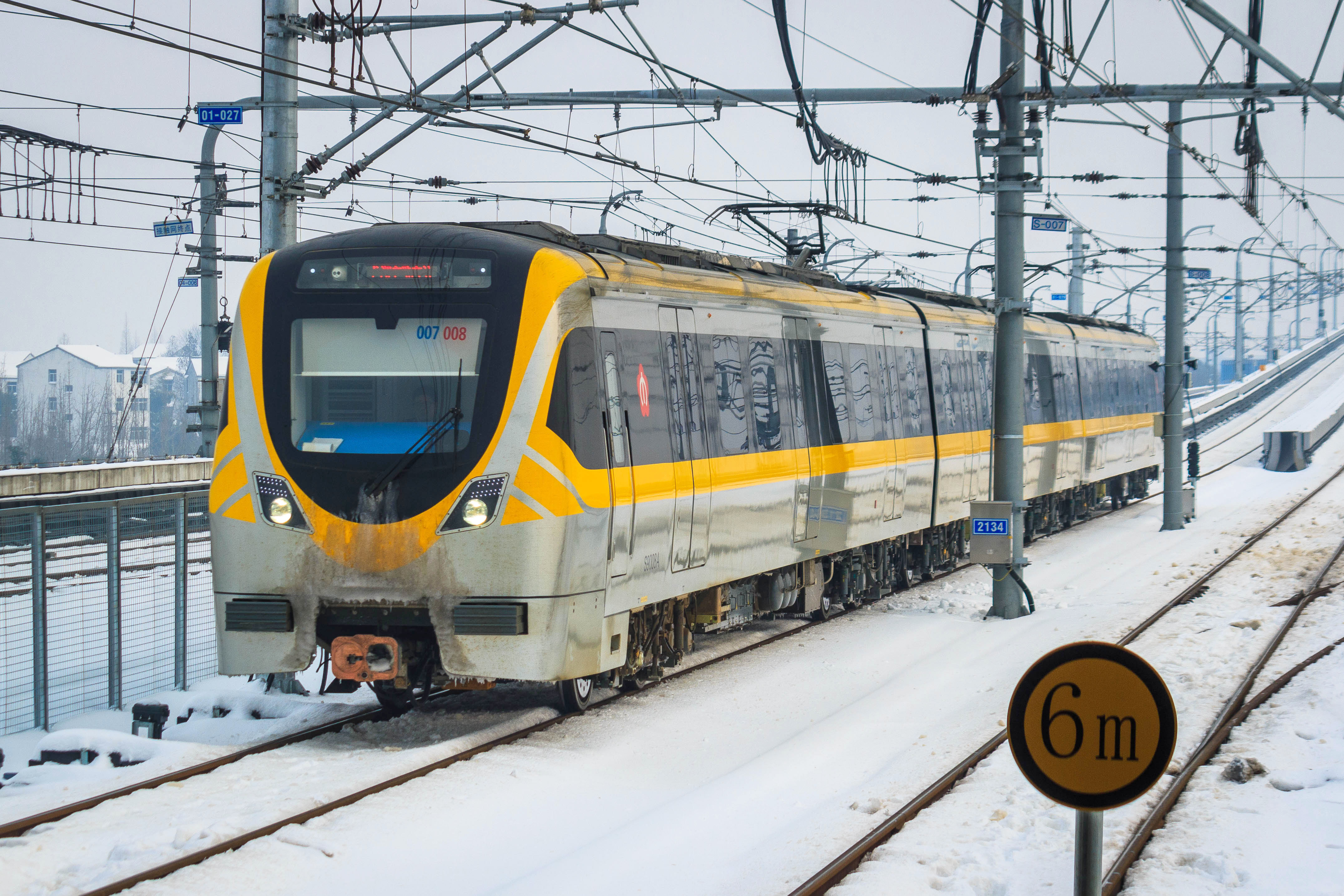
Un treno della Linea S9.
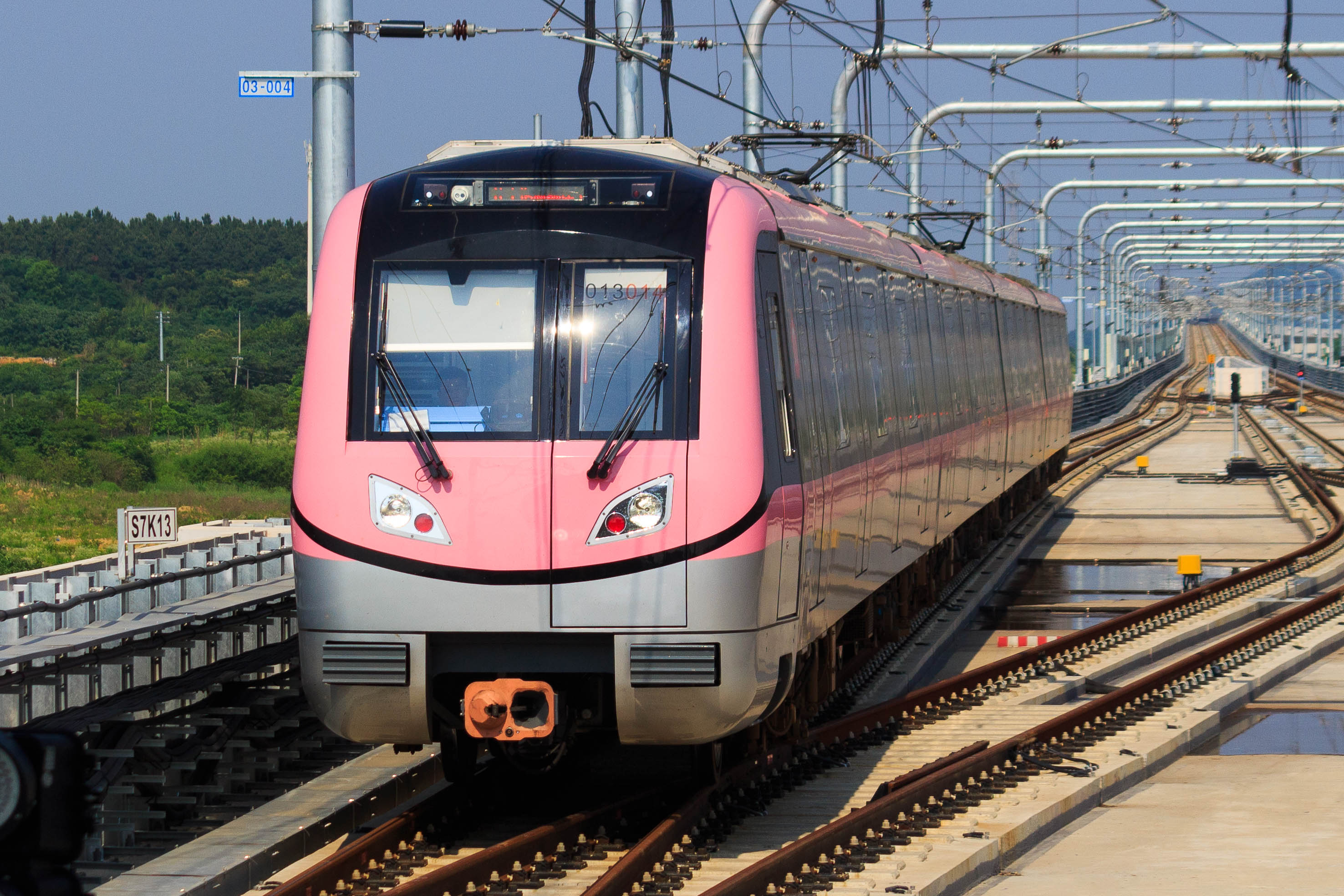
Un treno della Linea S7.